# Orchestia guernei
Orchestia guernei is een vlokreeftensoort uit de familie van de Talitridae. De wetenschappelijke naam van de soort is voor het eerst geldig gepubliceerd in 1889 door Chevreux.